# Мигдалевий подарунок

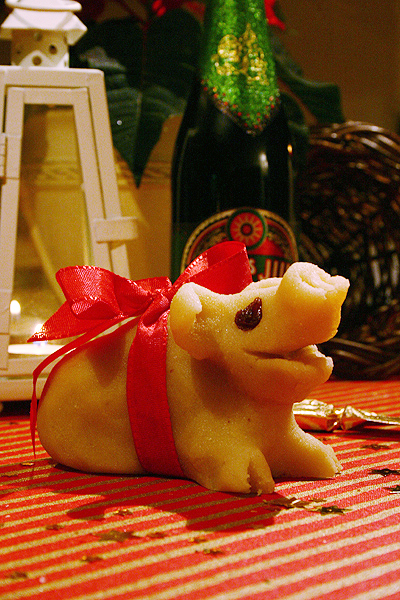
Марципанове порося, приклад типового «мигдалевого подарунка».

Мигдалевий подарунок (дан. mandelgave, бук. mandelgave, нюн. mandelgåve, ісл. möndlugjöf, швед. mandelgåva) — невеликий подарунок, який традиційно дарують у деяких скандинавських країнах людині, яка кладе цілий мигдаль у рисовий пудинг, який подається на Різдво. Це звичайна скандинавська традиція для багатьох сімей, а особливо для сімей з дітьми.
У Данії ця традиція відома з XVI століття. Звичай із мигдалем у каші має схожість із звичаєм королівського торта на Водохреще в кінці різдвяного сезону.